# Karagöl (Izmir)
Der Karagöl („schwarzer See“) ist ein Kratersee auf dem Gipfel Yamanlar Dağı in der Provinz İzmir in der Türkei.
Der See wird mit dem antiken Saloë-See im Sipylosgebirge identifiziert, in dessen Tiefe die Stadt Sipylos und deren Vorgängerin Tantalis, die Stadt des mythischen Frevlers Tantalos, verschwunden sein sollen. Pausanias zufolge ist die Stadt nicht durch einen Vulkanausbruch vernichtet worden, wie es bei einem Kratersee zu erwarten wäre, vielmehr sei der Berg zerbrochen, aus der Tiefe sei Wasser geströmt und habe die Stadt verschlungen.